# Gregorio Pérez-Arribas

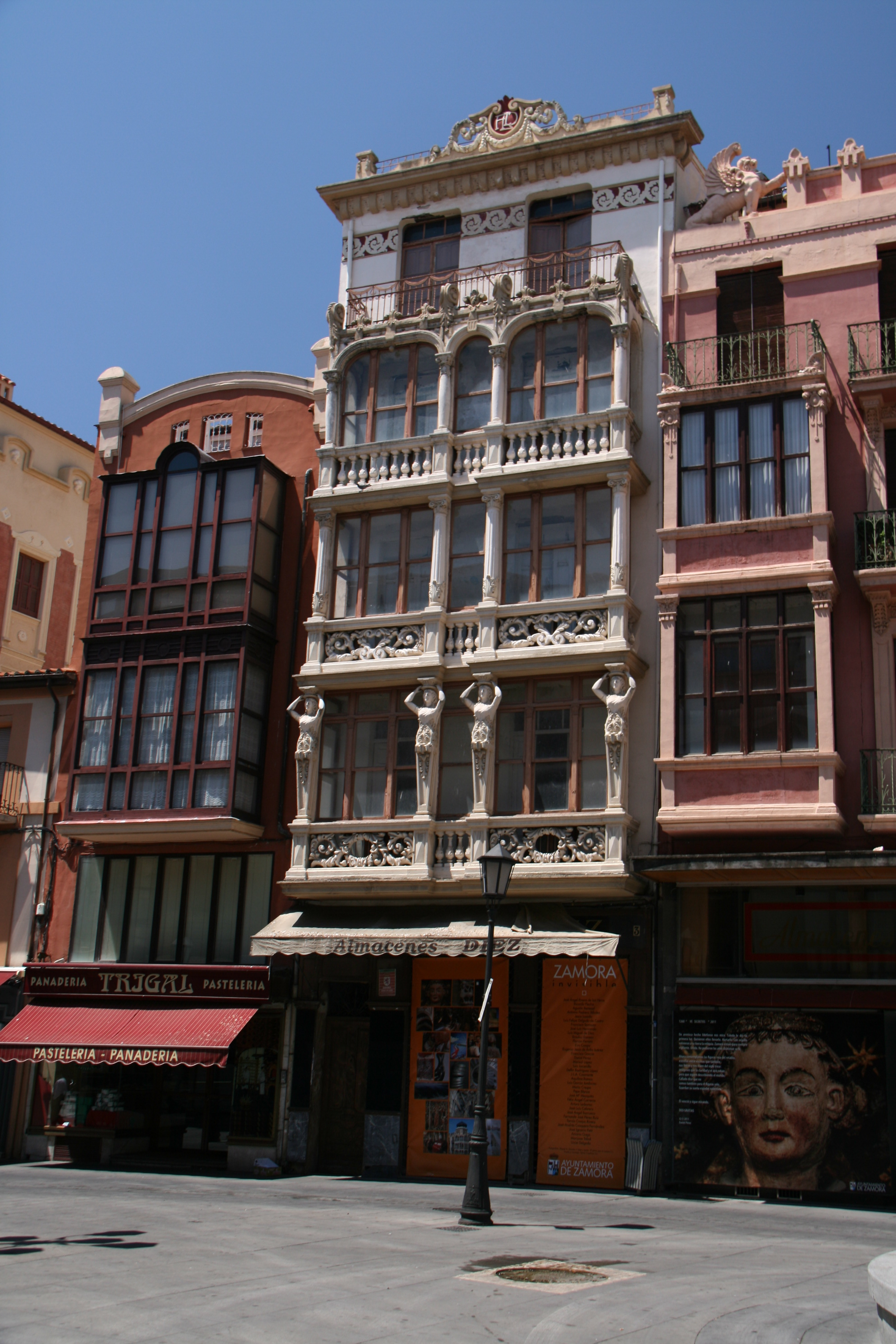
Edificio de las cariátides en la Plaza de Sagasta (Zamora), edificio supuestamente asignado a Gregorio Pérez-Arribas.

Gregorio Pérez-Arribas (1877-1937) fue un arquitecto español que realizó numerosas intervenciones en la ciudad de Zamora. Natural de Ávila fue titulado en 1901. Es uno de los precursores del modernismo en Zamora. Uno de sus edificios emblemáticos es el edificio de Caja Duero (denominado entonces Casa de Valentín Guerra) ubicado en la calle de Santa Clara en Zamora.

## Carrera
Obtiene el título en la Escuela de Arquitectura de Madrid. Tras ello logra plaza de arquitecto municipal en Peñaranda de Bracamonte (Salamanca), donde estuvo ejerciendo sus servicios desde el mes de noviembre de 1901 hasta julio de 1902. Posteriormente fue arquitecto municipal de Teruel, en el periodo que va desde los años 1904 y 1906, aunque ya en enero de 1905 trabajó para la Inspección de Hacienda de Barcelona. En 1906 ingresa en la escuela modernista zamorana de arquitectura hasta ofrecer su dimisión en 1907 por algunas desavenencias con ciertos concejales, aunque ejerce de nuevo entre 1916 y 1923 como arquitecto provincial de Zamora.

## Obras
Realizó casi todas sus edificaciones en Zamora:
- Casa de Valentín Guerra (1907).
- Casa Félix Galarza (1909) en la calle de Santa Clara 12.
- Casa Francisco Antón (1913), en la calle Santa Clara, 29.
- Portal de la Casa de Fernando Rueda (1918).
- Fábrica de harinas Rubio (1919)
- Casa Andreu (1928) en la Calle Santa Clara 34.